# Physorhizophidium pachydermum
Physorhizophidium pachydermum är en svampart som beskrevs av Scherff. 1926. Physorhizophidium pachydermum ingår i släktet Physorhizophidium och familjen Chytridiaceae.   Inga underarter finns listade i Catalogue of Life.